# Курсениекское наречие
Курсение́кское наречие (наречие Куршской косы, куршникское, куршское) латышского языка — одно из сильно отличающихся наречий латышского языка, носители которого, курсениеки, жили до 1945 г. на севере Куршской косы.
В настоящее время несколько пожилых носителей доживает свой век в Германии. Язык не передается следующим поколениям и в ближайшее время язык вместе с самим народом исчезнет. Исследования этого наречия активно ведутся в Клайпедском университете, где проводятся экспедиции и уже накоплен большой материал.
Несмотря на то, что структурно курсениекское наречие в целом входит в латышскую систему, сами носители не считают свой язык латышским, поскольку плохо помнят, как их предки оказались на Косе, да и когда они покидали Куронию, понятия «Латвии» и «латышского языка» еще не было, каждая группа называла свой язык по этно-территориальным признакам.

## Название
Сами себя курсениеки называют kurši (ед. ч. kursis), по-немецки Kuhren, по-литовски kuršiai (ед. ч. kuršis) (в научной литературе: латыш. kursenieki, лит. kuršininkai), а свой язык kursisk(a) valuod(a) (нем. Nehrungskurisch, kurisch, baltische Dialekt auf der Kurischen Nehrung, fischerlitauisch; латыш. kursenieku valoda; лит. kuršininkų kalba).

## История

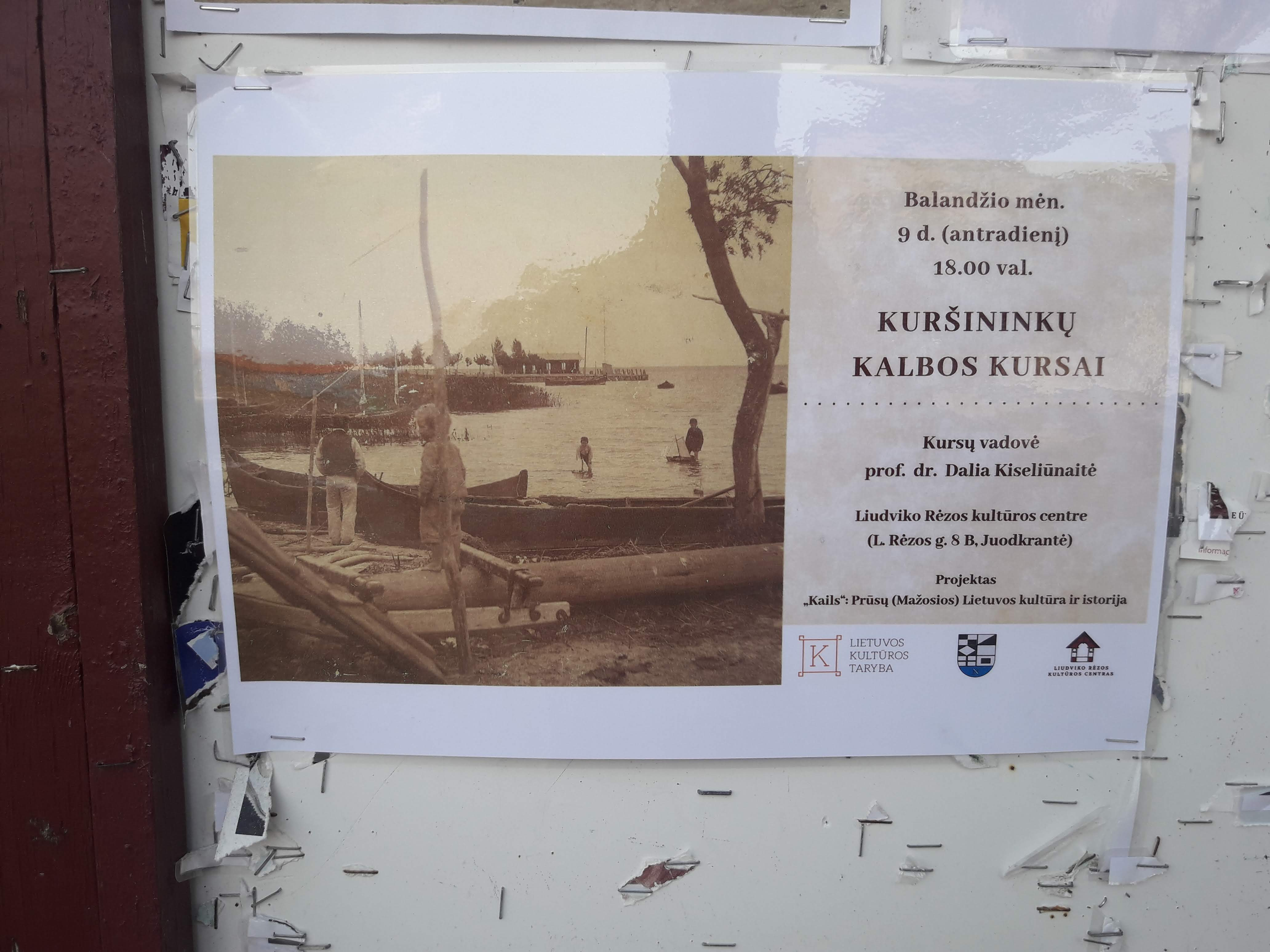
Объявление о работе кружка курсениекского языка в Юодкранте

Предки курсениеков начали переселяться на Куршскую косу, которую они называют kurse kape (латыш. Kuršu kāpas, лит. Kuršių Nerija, нем. die Kurische Nehrung), в XV в. из западных областей Куронии (запад современной Латвии, Курземе). К этому времени там уже распространился латышский язык, но курсениеки сохранили многие архаизмы и рефлексы куршского языка, а также были изолированы от последующих инноваций. 
В дальнейшем их язык подвергся заметному влиянию литовского и немецкого языков: сначала нижненемецкого языка колонистов, затем литературного немецкого, которому их обучали в школе. В южной части косы курсениекское наречие были рано вытеснено немецким, в северной же (позднее отошедшей к Литве) сохранялось дольше. 
К середине XX века все они были гражданами Германии (территория Восточной Пруссии), считали себя немцами и в 1945 г., при приближении советской армии, были эвакуированы в Западную Германию. Единицы после репатриации случайно оказались в Литве.

## Лингвистическая характеристика
По набору черт считается, что это наречие наиболее близко к курземским говорам среднелатышского диалекта, но возможно и влияние ливонского диалекта. Среди особенностей, не совпадающих с общелатышскими, можно отметить:
- сравнительную конструкцию с juo + положительная степень (juo labe ‛лучше’),
- глагольные приставки āz- (латыш. aiz-), uoz- (латыш. uz-),
- предлог iz ‛в’,
- частый сдвоенный рефлексив,
- глагол dzievuot ‛жить, работать’.

Некоторые черты появились под влиянием литовского:
- спряжение сослагательных форм глагола ‛быть’: курс. es būčau, литов. būčiau, но латыш. es būtu, курс. tu būtum, литов. būtum, но латыш. tu būtu;
- наличие приставки nibi- ‛уже не, больше не’, аналогичной лит. nebe- и отсутствующей в латышском;

или немецкого, особенно в синтаксисе:
- более частое употребление местоимений tas ‛тот’, tā ‛та’ в роли артикля;
- построение косвенного предложения с обязательным сказуемым в конце.

Отклонения от латышского, совпадающие с жемайтским наречием литовского, надо рассматривать осторожно, часть из них могут оказаться реликтами общего куршского субстрата.
Больше всего языковые контакты проявляются в лексике, так что без знания литовского и немецкого современному латышу трудно понять речь курсениеков, см. напр.:
- viņš bij nu pirmuo krīge, viņš bij labs par dolmečer, viņš mācij juo labe runati mackāle
- ‛он был с первой войны, он был хорошим переводчиком, он умел лучше говорить по-русски’

Полужирным выделены слова, отличающиеся от латышского; ср. латыш. вариант:
- viņš bija no pirmā kara, viņš bija labs tulkotājs, viņš mācēja ļoti labi runāt krieviski.

Так что в целом это скорее смешанный язык (fusion language) с латышской грамматической основой и смешанной лексикой.